# Финляндия на зимних Олимпийских играх 1936
На Зимних Олимпийских играх 1936 года Финляндию представляло 19 спортсменов (все — мужчины), выступивших в 5 видах спорта. Они завоевали 1 золотую, 2 серебряных и 3 бронзовых медали, что вывело финскую сборную на 4-е место в неофициальном командном зачёте.

## Медалисты
| Медаль  | Спортсмен                                              | Вид спорта         | Дисциплина        |
| ------- | ------------------------------------------------------ | ------------------ | ----------------- |
| Золото  | Суло Нурмела Клаэс Карппинен Матти Ляхде Калле Ялканен | Лыжные гонки       | Мужчины, эстафета |
| Серебро | Биргер Васениус                                        | Конькобежный спорт | Мужчины, 5000 м   |
| Серебро | Биргер Васениус                                        | Конькобежный спорт | Мужчины, 10.000 м |
| Бронза  | Пекка Ниеми                                            | Лыжные гонки       | Мужчины, 18 км    |
| Бронза  | Биргер Васениус                                        | Конькобежный спорт | Мужчины, 1500 м   |
| Бронза  | Антеро Ояла                                            | Конькобежный спорт | Мужчины, 5000 м   |